# Mesotardigrada
Mesotardigrada – gromada niesporczaków (Tardigrada), do której zaliczono tylko jeden gatunek Thermozodium esakii z gorących źródeł położonych w Japonii. Gatunek typowy zaginął, a źródło, z którego został opisany – zniszczone przez trzęsienie ziemi. Dotychczas nie udało się odnaleźć innego osobnika tego gatunku, wobec czego jego pozycja taksonomiczna jest niepewna. 
Klasyfikacja:
- rząd: Thermozodia Ramazzotti & Maucci, 1983
  - rodzina: Thermozodiidae Rahm, 1937
    - rodzaj: Thermozodium Rahm, 1937
      - gatunek: Thermozodium esakii Rahm, 1937 nom. dub.